# Adam Ludwik Czartoryski
Adam Ludwik Czartoryski (ur. 5 listopada 1872 w Paryżu, zm. 26 czerwca 1937 w Warszawie) – polski książę, arystokrata, mecenas sztuki, I Ordynat na Sieniawie, II ordynat na Gołuchowie, obywatel ziemski guberni siedleckiej, płockiej, kieleckiej i łomżyńskiej w 1909, w 1922 posiadał majątki ziemskie o powierzchni 22 900 ha.

## Życiorys
Adam Ludwik był synem Władysława Czartoryskiego i Małgorzaty Orleańskiej. Otrzymał staranne i wszechstronne wychowanie. Kształcił się w gimnazjum w Kalksburgu. Następnie studiował na Uniwersytecie Jagiellońskim i na Uniwersytecie we Fryburgu. Posiadał liczne umiejętności i zdolności. Był humanistą, znawcą i miłośnikiem sztuki, znał wiele języków. Był człowiekiem głęboko wierzącym i praktykującym. Propagował i stosował zasady życia chrześcijańskiego w swoim życiu osobistym, społecznym i emigracyjnym.
W 1894 roku został głową rodu Czartoryskich po śmierci ojca Władysława. Trzy lata później został ordynatem sieniawskim. Wartość jego majątku szacowano na 4,5 miliona koron austriackich, nie wliczano w to rodzinnych zbiorów sztuki. W 1899 jego ciotka, Izabella Działyńska zostawiła w spadku jemu i jego bratu Witoldowi majątek w Gołuchowie. Adam Ludwik był prezesem Biblioteki Polskiej w Paryżu, prezesem Towarzystwa Literacko-Artystycznego i prezesem Komitetu Plebiscytowego na Warmii i Mazurach. Opiekował się rodzinami i środowiskami emigracyjnymi we Francji. Wspomagał finansowo wiele osób i instytucji.
Po śmierci brata, Witolda w roku 1911, Adam odziedziczył po nim cały jego majątek. W 1914 rozpoczął służbę w armii austriackiej, a jego żona przejęła zarząd nad Muzeum Czartoryskich w Krakowie. W czasie pierwszej wojny światowej udało jej się przewieźć najcenniejsze eksponaty do Drezna. Po wojnie występowały pewne trudności w odzyskiwaniu zbiorów Czartoryskich, powodowane niestabilną sytuacją w Polsce. Po dwóch latach negocjacji i podpisaniu w 1921 roku traktatu ryskiego, który gwarantował zwrot kolekcji, część eksponatów powróciło do Krakowa. Odtwarzanie kolekcji było kontynuowane jeszcze przez kilka następnych lat.
Był członkiem dożywotnim Towarzystwa Szkoły Ludowej.
Książę Adam zmarł 26 czerwca 1937 roku i został pochowany w krypcie rodzinnej w Sieniawie.

## Ordery i odznaczenia
- Krzyż Komandorski Orderu Odrodzenia Polski (11 listopada 1936)[8]
- Krzyż Oficerski Orderu Legii Honorowej (Francja)[9]
- Order Medżydów (Imperium Osmańskie)[9]

## Życie prywatne
W dniu 31 sierpnia 1901 roku w Warszawie poślubił hrabiankę Marię Ludwikę Krasińską (ur. 24 marca 1883 w Warszawie, zm. 23 stycznia 1958 w Cannes), córkę Ludwika Józefa Krasińskiego i Magdaleny Zawisza-Kierżgaiłło. Para miała ośmioro dzieci:
- Małgorzata Izabella (ur. 17 sierpnia 1902 w Warszawie, zm. 8 marca 1929 w Cannes) – od 25 sierpnia 1927 żona księcia Gabriela Burbona-Sycylijskiego
- Izabella (ur. i zm. 1904)
- Elżbieta Bianka (ur. 1 września 1905 w Krasnem, zm. 18 września 1989 w Genewie) – od 26 kwietnia 1926 żona Stefana Adama Zamoyskiego
- Augustyn Józef Czartoryski (ur. 20 października 1907 w Warszawie, zm. 1 lipca 1946 w Sewilli w Hiszpanii) – od 12 sierpnia 1937 mąż Marii de los Dolores Burbon-Sycylijskiej
- Anna Maria Jolanta (ur. 6 stycznia 1914 w Gołuchowie, zm. 26 listopada 1987 w Limie) – od 12 sierpnia 1936 żona Władysława Alojzego Radziwiłła
- Władysław Piotr (ur. 30 sierpnia 1918 w Gołuchowie, zm. 19 kwietnia 1978) – od 28 stycznia 1949 mąż Elżbiety York
- Teresa Maria (ur. 1 lipca 1923 w Gołuchowie, zm. 5 listopada 1967 w Sankt Gallen) – od 24 grudnia 1945 żona Jana Kowalskiego
- Ludwik Adam (ur. 14 grudnia 1927 w Warszawie, zm. 24 września 1944 tamże) – zginął w powstaniu warszawskim[10].

## Genealogia
| Prapradziadkowie                    | August Aleksander Czartoryski (1697–1782) ∞ 1731 Zofia Czartoryska z Sieniawskich (1699–1777) | Jerzy Detloff Flemming (1751–1802) ∞1744 Antonina Czartoryska (1728–1746)     | Józef Sapieha (1737–1792) ∞1761 Teofila Strzeżysława z Jabłonowskich Sapieha (1742–1816) | Andrzej Hieronim Zamoyski (1716–1792) ∞ 1775 Konstancja Czartoryska (1742–1797) | Ludwik Filip Józef Burbon-Orleański (1747–1793) ∞ 1769 Ludwika Maria de Penthièvre (1753–1821) | Ferdynand I Burbon (1751–1825) ∞ 1768 Maria Karolina Habsburg (1752–1814)                | Franciszek z Saksonii-Coburga-Saalfeld (1750–1806) ∞ 1777 Augusta Reuss-Ebersdorf (1757–1831) | Franciszek Józef Koháry (1760–1826) ∞ 1790 Maria Antonia Waldstein-Wartenberg (1771–1854) |
| Pradziadkowie                       | Adam Kazimierz Czartoryski (1734–1823) ∞ 1761 Izabela Czartoryska (1746–1835)                 | Adam Kazimierz Czartoryski (1734–1823) ∞ 1761 Izabela Czartoryska (1746–1835) | Aleksander Antoni Sapieha (1773–1812) ∞ 1797 Anna Jadwiga Sapieżyna (1772–1859)          | Aleksander Antoni Sapieha (1773–1812) ∞ 1797 Anna Jadwiga Sapieżyna (1772–1859) | Ludwik Filip I (1773–1850) ∞ 1809 Maria Amelia Burbon-Sycylijska (1782–1866)                   | Ludwik Filip I (1773–1850) ∞ 1809 Maria Amelia Burbon-Sycylijska (1782–1866)             | Ferdynand z Saksonii-Coburg-Saalfeld (1785–1851) ∞ 1815 Maria Antonia Koháry (1797–1862)      | Ferdynand z Saksonii-Coburg-Saalfeld (1785–1851) ∞ 1815 Maria Antonia Koháry (1797–1862)  |
| Dziadkowie                          | Adam Jerzy Czartoryski (1770–1861) ∞ 1817 Anna Zofia Sapieha (1799–1864)                      | Adam Jerzy Czartoryski (1770–1861) ∞ 1817 Anna Zofia Sapieha (1799–1864)      | Adam Jerzy Czartoryski (1770–1861) ∞ 1817 Anna Zofia Sapieha (1799–1864)                 | Adam Jerzy Czartoryski (1770–1861) ∞ 1817 Anna Zofia Sapieha (1799–1864)        | Ludwik Karol Orleański (1814–1896) ∞ 1840 Wiktoria z Saksonii-Coburga-Kohary (1822–1857)       | Ludwik Karol Orleański (1814–1896) ∞ 1840 Wiktoria z Saksonii-Coburga-Kohary (1822–1857) | Ludwik Karol Orleański (1814–1896) ∞ 1840 Wiktoria z Saksonii-Coburga-Kohary (1822–1857)      | Ludwik Karol Orleański (1814–1896) ∞ 1840 Wiktoria z Saksonii-Coburga-Kohary (1822–1857)  |
| Rodzice                             | Władysław Czartoryski (1828–1894) ∞ 1872 Małgorzata Orleańska (1846–1893)                     | Władysław Czartoryski (1828–1894) ∞ 1872 Małgorzata Orleańska (1846–1893)     | Władysław Czartoryski (1828–1894) ∞ 1872 Małgorzata Orleańska (1846–1893)                | Władysław Czartoryski (1828–1894) ∞ 1872 Małgorzata Orleańska (1846–1893)       | Władysław Czartoryski (1828–1894) ∞ 1872 Małgorzata Orleańska (1846–1893)                      | Władysław Czartoryski (1828–1894) ∞ 1872 Małgorzata Orleańska (1846–1893)                | Władysław Czartoryski (1828–1894) ∞ 1872 Małgorzata Orleańska (1846–1893)                     | Władysław Czartoryski (1828–1894) ∞ 1872 Małgorzata Orleańska (1846–1893)                 |
| Adam Ludwik Czartoryski (1872–1937) |                                                                                               |                                                                               |                                                                                          |                                                                                 |                                                                                                |                                                                                          |                                                                                               |                                                                                           |